# Anna Favella
Anna Favella (Roma, Itàlia, 21 de setembre de 1983) és una actriu italiana.

## Biografia
Anna Favella va néixer i es va criar a Roma, Itàlia. Va debutar per primer cop a la televisió el 2008 amb Enrico Mattei - L'uomo che guardava al futuro, on va fer el paper de Priscilla Leoni, una espia estatunidenca
. El 2009 va participar en un episodi de la 7a temporada de Don Matteo. El 2010 aconsegueix el paper d'Elena Giardini, el protagonista de la sèrie de televisió italiana Terra ribelle. El 2011, va començar la segona temporada de Terra ribelle amb la resta del repartiment, estrenada el 21 d'octubre de 2012. El 2013 és la protagonista de la pel·lícula America, dirigida per Leonardo Ferrari Carissimi, estrenada el 7 de novembre de 2013. En aquesta pel·lícula Favella fa el papet de Penic Morningstar, una jove i exitosa directora de galeria d'art. La pel·lícula és un projecte independent, que reuneix pintura i cinema i vol mostrar com era realment Andy Warhol i com la seva figura estranya i polèmica va matar tots els artistes que van compondre la seva "Fàbrica".

## Terra Ribelle
El 2009 Favella, triada per Simona Tartaglia, aconsegueix el paper d'Elena Giardini, la protagonista de la sèrie de televisió italiana Terra ribelle. El 17 d'octubre de 2010 Terra ribelle s'estrena a  Itàlia a la Rai 1. El 2011 va començar, amb la resta del repartiment, la segona temporada de Terra ribelle. El 21 d'octubre de 2012 ės en la pantalla italiana amb Terra ribelle - Il nuovo mondo.

## Vida privada
El seu promès és el director de cinema italià Leonardo Ferrari Carissimi.

## Filmografia
- 2008 Enrico Mattei - L'uomo che guardava al futuro
- 2009 Don Matteo 7
- 2010 Terra Ribelle
- 2012 Terra Ribelle - Il Nuovo mondo
- 2013 Mr. America